# Richard Dean Anderson
Richard Dean Anderson, född 23 januari 1950 i Minneapolis, Minnesota, är en amerikansk skådespelare. Han inledde sin karriär i såpoperan General Hospital, men fick sitt stora genombrott med TV-serien MacGyver. Han är bosatt i Malibu i Kalifornien med sin familj. Han har en dotter, Wylie, som föddes 1998.
Anderson producerade och hade huvudrollen i den populära Sci-Fi-serien Stargate SG-1 åren 1997–2005. Han har även gästspelat i spinoff-serien Stargate Atlantis och Stargate Universe.
Anderson har rötter i Finland, både hans farfarsfar och farfarsmor var finlandssvenskar. Efternamnet kommer från Andersons farfarsfar, som var född i Munsala. Han är mycket engagerad i miljöfrågor och är även känd för att uppskatta The Simpsons. 
Anderson var partner med Apryl A. Rose åren 1996–2003.

## Filmografi

### Huvudroll
| År   | Titel                                     | Roll                                                        | Övrig info                                  |
| ---- | ----------------------------------------- | ----------------------------------------------------------- | ------------------------------------------- |
| 1976 | General Hospital                          | Dr. Jeff Webber                                             | (1976-1981) TV-serie                        |
| 1982 | Young Doctors in Love                     | Drug Dealer                                                 | (ej med i eftertexterna)                    |
| 1982 | Seven Brides for Seven Brothers           | Adam McFadden                                               | (1982-1983) TV-serie                        |
| 1983 | Emerald Point N.A.S.                      | Navy Lt. Simon Adams                                        | TV-serie                                    |
| 1985 | MacGyver                                  | Angus MacGyver                                              | (1985-1992) TV-serie                        |
| 1986 | Ordinary Heroes                           | Tony Kaiser                                                 |                                             |
| 1986 | Odd Jobs                                  | Spud                                                        |                                             |
| 1992 | In the Eyes of a Stranger                 | Jack Rourke                                                 | TV                                          |
| 1992 | Through the Eyes of a Killer              | Ray Bellano                                                 | TV                                          |
| 1994 | MacGyver: Lost Treasure of Atlantis       | Angus MacGyver                                              | TV                                          |
| 1994 | Beyond Betrayal                           | Bradley Matthews                                            | TV                                          |
| 1994 | MacGyver: Trail to Doomsday               | Angus MacGyver                                              | TV                                          |
| 1995 | Legend                                    | Ernest Pratt/Nicodemus Legend                               | TV-serie                                    |
| 1995 | Past the Bleachers                        | Bill Parish                                                 | TV                                          |
| 1996 | Pandora's Clock                           | Capt. James Holland                                         | TV                                          |
| 1997 | Fallout: A Post-Nuclear Role-Playing Game | Mayor Killian Darkwater (röst)                              | TV-spel                                     |
| 1997 | Firehouse                                 | Lt. Michael Brooks                                          | TV                                          |
| 1997 | Stargate SG-1                             | Colonel/Brigadier General/Major General Jack O'Neill (USAF) | (1997-2005) (fortsätter 2005-2007) TV-serie |
| 2005 | Stargate SG-1: The Alliance (Avslutad)    | AF Brigadier General Jack O'Neill (röst)                    | TV-spel                                     |
| 2006 | MasterCard Super Bowl XL Commercial       | Angus MacGyver (aldrig tydligt identifierat)                | TV-reklam                                   |
| 2008 | Stargate: Continuum                       | Major General Jack O'Neill USAF                             | Direct-to-DVD-film                          |
| 2013 | Macgyver                                  | Angus MacGyver                                              |                                             |

### Gästroll
| År   | Titel                                 | Roll                                | Avsnitt                                                           |
| ---- | ------------------------------------- | ----------------------------------- | ----------------------------------------------------------------- |
| 1981 | The Facts of Life                     | Brian Parker                        | 2.16 "Brian and Sylvia"                                           |
| 1981 | Today's F.B.I.                        | Andy McFey                          | "The Fugitive"                                                    |
| 1982 | Kärlek ombord                         | Carter Randall                      | 5.24 "Isaac Gets Physical/She Brought Her Mother Along/Cold Feet" |
| 1990 | The Arsenio Hall Show                 | Som sig själv                       |                                                                   |
| 1990 | The Joan Rivers Show                  | Som sig själv                       |                                                                   |
| 1991 | The Joan Rivers Show                  | Som sig själv                       |                                                                   |
| 1991 | The Arsenio Hall Show                 | Som sig själv                       |                                                                   |
| 1992 | The Arsenio Hall Show                 | Som sig själv                       |                                                                   |
| 1996 | Late Night with Conan O'Brien         | Som sig själv                       |                                                                   |
| 1997 | Newton's Apple                        | Som sig själv                       |                                                                   |
| 1998 | Late Night with Conan O'Brien         | Som sig själv                       |                                                                   |
| 2000 | Donny & Marie                         | Som sig själv                       |                                                                   |
| 2000 | The Martin Short Show                 | Som sig själv                       |                                                                   |
| 2000 | National Geographic Explorer          | Som sig själv                       | "North America's Last True Wilderness"                            |
| 2004 | The Late Late Show with Craig Kilborn | Som sig själv                       |                                                                   |
| 2004 | Stargate Atlantis                     | Brigadier General Jack O'Neill USAF | 1.1 "Rising (Del 1)"                                              |
| 2005 | Stargate SG-1                         | Major General Jack O'Neill USAF     | 9.1 "Avalon (Del 1)"                                              |
| 2005 | Stargate SG-1                         | Major General Jack O'Neill USAF     | 9.3 "Origin"                                                      |
| 2006 | The Simpsons                          | Som sig själv (röst)                | "Kiss Kiss, Bang Bangalore"                                       |
| 2006 | Stargate SG-1                         | Major General Jack O'Neill USAF     | 10.6 "200"                                                        |
| 2006 | Stargate Atlantis                     | Major General Jack O'Neill USAF     | 3.6 "The Real World"                                              |
| 2006 | Stargate Atlantis                     | Major General Jack O'Neill USAF     | 3.10/3.11 "The Return"                                            |
| 2007 | Stargate SG-1                         | Major General Jack O'Neill USAF     | 10.14 "The Shroud"                                                |
| 2011 | Fairly Legal                          | David Smith                         | 4 avsnitt                                                         |

### Producent
| År   | Titel                                     | Roll               | Övrig info |
| ---- | ----------------------------------------- | ------------------ | ---------- |
| 1994 | MacGyver: Lost Treasure of Atlantis       | Exekutiv producent | TV         |
| 1994 | MacGyver: Trail to Doomsday               | Exekutiv producent | TV         |
| 1997 | Stargate SG-1                             | Exekutiv producent | TV-serie   |
| 1997 | Firehouse                                 | Exekutiv producent | TV         |
| 2004 | From Stargate to Atlantis: Sci Fi Lowdown | Exekutiv producent | TV         |

### Kompositör
| År   | Titel    | Övrig info                                                 |
| ---- | -------- | ---------------------------------------------------------- |
| 1988 | MacGyver | TV-serie (sången "Eau d'Leo" i avsnittet "The Negotiator") |